# Jerzy Wilim (piłkarz)
Jerzy Antoni Wilim (ur. 14 sierpnia 1941 w Chorzowie, zm. 8 grudnia 2014 w Gladbeck) – piłkarz, reprezentant Polski.

## Życiorys
Debiutował w reprezentacji Polski 4 września 1963 w wygranym 9:0 meczu z Norwegią w Szczecinie. W 1964 został królem strzelców ekstraklasy z 18 bramkami, wspólnie z Lucjanem Brychczym i Józefem Gałeczką. Mając 42 lata odniósł kontuzję głowy i przestał grać.
W ostatnich latach swojego życia mieszkał na stałe w Niemczech.
Jego bratem jest Jan Wilim.